# رکود اقتصادی ۱۸۷۳

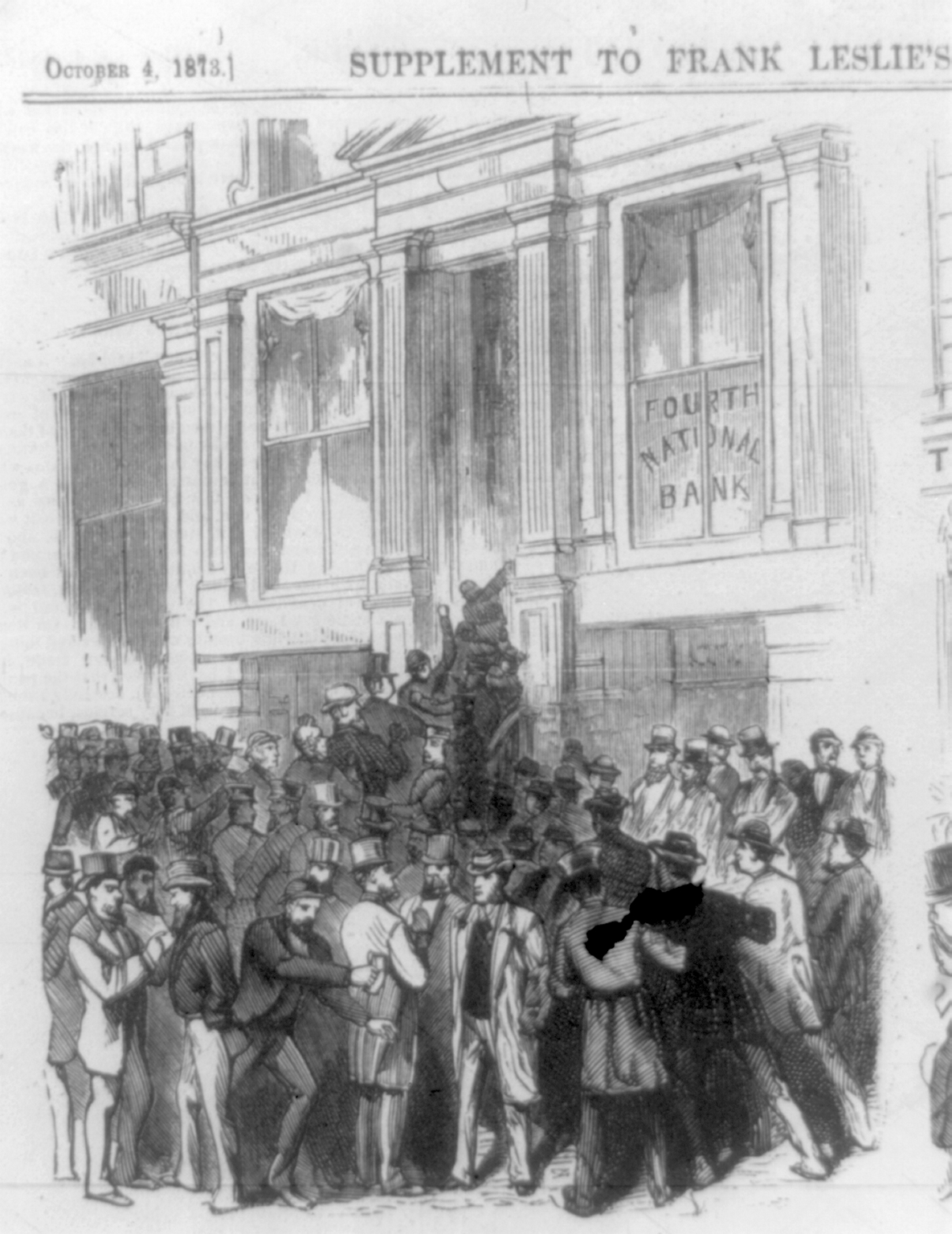
اجرا در چهارمین بانک ملی، خیابان ناسائو، شماره ۲۰، شهر نیویورک، ۱۸۷۳. از روزنامه مصور فرانک لسلی، ۴ اکتبر ۱۸۷۳.

رکود طولانی یک رکود اقتصادی قیمت در سراسر جهان بوده که در سال که در سال ۱۸۷۳ آغاز و در بهار ۱۸۷۹ در حال اجرا بود.
این رکود اقتصادی قیمت شدیدترین رکود اقتصادی اروپا و ایالات متحده آمریکا در نوع خودش بود که رشد قوی اقتصادی سوخت توسط انقلاب صنعتی دوم در دههٔ بعد از جنگ داخلی آمریکا بود. این اتفاق در آن زمان «رکود طولانی» نام گذاری شد واین اسم را تا رکود بزرگ ۱۹۳۰ حفظ کرد.
با وجود یک دوره انقباض و کاهش قیمت کلی باز در شدت پس رفت رکود عظیم تأثیر نداشت.
رکود طولانی قابل توجه‌ترین رکود حداقل در اروپا ی غربی و آمریکا ی شمالی بود به دلیل اینکه داده‌های قابل اعتماد از دوره رکود طولانی در این مناطق به راحتی قابل دسترسی هستند. انگلستان اغلب به عنوان بخشی که بیشترین ضربه را خورده در نظر گرفته می‌شود. وقتی این اتفاق در حال وقوع بود
این دیدگاه برجسته بود ک اقتصاد انگلستان از سال ۱۸۷۳ تا ۱۸۹۶ در یک رکود مداوم بوده است و بعضی از متون از این دوره با عنوان رکود بزرگ ۱۸۷۳–۹۶ یاد کردند.
در ایالات متحده غالباً اقتصاددانان رکود طولانی را رکود سال‌های ۱۸۷۳–۱۹۷۹ در نظر می‌گیرند که با بحران ۱۸۷۳ آغاز شد و توسط بحران ۱۸۹۳ (پایان دورهٔ گسترده‌تر رکود طولانی) ادامه پیدا کرد.
اداره ملی تحقیقات اقتصادی انقباض پس از بحران را از اکتبر ۱۸۷۳ تا مارس ۱۸۷۹ مشخص کرده. در ۶۵ ماه این رکود طولانی، طولانی مدت‌ترین از نظر NBER بوده است. رکود بزرگ انگلستان ۴۳ ماه از این رکود است. در ایالات متحده از ۱۸٬۰۰۰ کسب کار در سال‌های ۱۸۷۳–۱۹۷۹ ورشکسته شدند شامل ۸۹ خط راه‌آهن ۱۰ ایالت صدها بانک. بیکاری در ۱۸۷۸ ب اوج خود رسید بعد از اینکه بحران از بین رفت.